# San Luis Usig
San Luis Usig är en ort i Mexiko.   Den ligger i kommunen Pantelhó och delstaten Chiapas, i den sydöstra delen av landet, 800 km öster om huvudstaden Mexico City. San Luis Usig ligger 987 meter över havet och antalet invånare är 132.
Terrängen runt San Luis Usig är varierad. Runt San Luis Usig är det ganska tätbefolkat, med 62 invånare per kvadratkilometer. Närmaste större samhälle är Yajalón, 19,6 km nordost om San Luis Usig. I omgivningarna runt San Luis Usig växer i huvudsak städsegrön lövskog.